# Championnat d'Angleterre de football de troisième division 2004-2005
Navigation
Édition précédente Édition suivante
La saison 2004-2005 de League One est la soixante-dix-neuvième édition de la troisième division anglaise, la première sous son nom actuel et la treizième sous sa forme actuelle.
Les vingt-quatre clubs participants au championnat sont confrontés à deux reprises aux vingt-trois autres. À la fin de la saison, les deux premiers sont promus en Championship et les quatre suivants s'affrontent en barrages pour une place dans la division supérieure. Les quatre derniers sont quant à eux relégués en League Two.
Luton Town termine champion à l'issue de la saison et accède au Championship, de même pour son dauphin Hull City et Sheffield Wednesday, cinquième et vainqueur des barrages de promotion. Dans le même temps, les quatre derniers Peterborough United, Stockport County, Swindon Town et Wrexham sont quant à eux relégués en League Two.

## Équipes participantes
| Club                | Stade                   | Capacité | Ville              |
| ------------------- | ----------------------- | -------- | ------------------ |
| Barnsley FC         | Oakwell Stadium         | 23 009   | Barnsley           |
| Blackpool FC        | Bloomfield Road         | 17 338   | Blackpool          |
| AFC Bournemouth     | Dean Court              | 11 360   | Bournemouth        |
| Bradford City       | Valley Parade           | 25 136   | Bradford           |
| Brentford FC        | Griffin Park            | 12 300   | Brentford          |
| Bristol City        | Ashton Gate Stadium     | 27 500   | Bristol            |
| Chesterfield FC     | Proact Stadium          | 10 504   | Chesterfield       |
| Colchester United   | Layer Road              | 6 320    | Colchester         |
| Doncaster Rovers    | Keepmoat Stadium        | 15 231   | Doncaster          |
| Hartlepool United   | Victoria Park           | 8 240    | Hartlepool         |
| Huddersfield Town   | Galpharm Stadium        | 24 500   | Huddersfield       |
| Hull City           | KC Stadium              | 25 400   | Kingston-upon-Hull |
| Luton Town          | Kenilworth Road         | 10 356   | Luton              |
| Milton Keynes Dons  | National Hockey Stadium | 9 000    | Milton Keynes      |
| Oldham Athletic     | Boundary Park           | 10 638   | Oldham             |
| Peterborough United | London Road Stadium     | 15 314   | Peterborough       |
| Port Vale           | Vale Park               | 19 052   | Stoke-on-Trent     |
| Sheffield Wednesday | Hillsborough            | 39 732   | Sheffield          |
| Stockport County    | Edgeley Park            | 10 852   | Stockport          |
| Swindon Town        | County Ground           | 14 700   | Swindon            |
| Torquay United      | Plainmoor               | 6 500    | Torquay            |
| Tranmere Rovers     | Prenton Park            | 16 567   | Birkenhead         |
| Walsall FC          | Bescot Stadium          | 11 300   | Walsall            |
| Wrexham FC          | Racecourse Ground       | 10 771   | Wrexham            |

## Compétition

### Classement
Le classement est établi sur le barème de points classique (victoire à 3 points, match nul à 1, défaite à 0).
Pour départager les égalités, on tient d'abord compte de la différence de buts générale, puis du nombre de buts marqués, puis des confrontations directes et enfin si la qualification ou la relégation est en jeu, les deux équipes jouent une rencontre d'appui sur terrain neutre.
| Rang | Équipe               | Pts   | J  | G  | N  | P  | Bp | Bc | Diff |
| ---- | -------------------- | ----- | -- | -- | -- | -- | -- | -- | ---- |
| 1    | Luton Town           | 98    | 46 | 29 | 11 | 6  | 87 | 48 | +39  |
| 2    | Hull City P          | 86    | 46 | 26 | 8  | 12 | 80 | 53 | +27  |
| 3    | Tranmere Rovers      | 79    | 46 | 22 | 13 | 11 | 73 | 55 | +18  |
| 4    | Brentford FC         | 75    | 46 | 22 | 9  | 15 | 57 | 60 | -3   |
| 5    | Sheffield Wednesday  | 72    | 46 | 19 | 15 | 12 | 77 | 59 | +18  |
| 6    | Hartlepool United    | 71    | 46 | 21 | 8  | 17 | 76 | 66 | +10  |
| 7    | Bristol City         | 70    | 46 | 18 | 16 | 12 | 74 | 57 | +17  |
| 8    | AFC Bournemouth      | 70    | 46 | 20 | 10 | 16 | 77 | 64 | +13  |
| 9    | Huddersfield Town P  | 70    | 46 | 20 | 10 | 16 | 74 | 65 | +9   |
| 10   | Doncaster Rovers P   | 66    | 46 | 16 | 18 | 12 | 65 | 60 | +5   |
| 11   | Bradford City R      | 65    | 46 | 17 | 14 | 15 | 64 | 62 | +2   |
| 12   | Swindon Town         | 63    | 46 | 17 | 12 | 17 | 66 | 68 | -2   |
| 13   | Barnsley FC          | 61    | 46 | 14 | 19 | 13 | 69 | 64 | +5   |
| 14   | Walsall FC R         | 60    | 46 | 16 | 12 | 18 | 65 | 69 | -4   |
| 15   | Colchester United    | 59    | 46 | 14 | 17 | 15 | 60 | 50 | +10  |
| 16   | Blackpool FC         | 57    | 46 | 15 | 12 | 19 | 54 | 59 | -5   |
| 17   | Chesterfield FC      | 57    | 46 | 14 | 15 | 17 | 55 | 62 | -7   |
| 18   | Port Vale            | 56    | 46 | 17 | 5  | 24 | 49 | 59 | -10  |
| 19   | Oldham Athletic      | 52    | 46 | 14 | 10 | 22 | 60 | 73 | -13  |
| 20   | Milton Keynes Dons R | 51    | 46 | 12 | 15 | 19 | 54 | 67 | -13  |
| 21   | Torquay United P     | 51    | 46 | 12 | 15 | 19 | 54 | 79 | -25  |
| 22   | Wrexham FC           | 43-10 | 46 | 13 | 14 | 19 | 54 | 79 | -25  |
| 23   | Peterborough United  | 39    | 46 | 9  | 12 | 25 | 49 | 73 | -24  |
| 24   | Stockport County     | 26    | 46 | 6  | 8  | 32 | 48 | 98 | -50  |

Promotion en Championship
- 1er et 2e : promotion
- 3e à 6e : barrages de promotion

Relégation en League Two
- 21e à 24e : relégation

Abréviations
- P : Promus de Third Division
- R : Relégués de First Division
- -10 : Points de pénalité

1. ↑  Le Wrexham FC se voit retirer dix points en janvier 2005 pour des raisons financières[1].

### Barrages de promotion
|  | Demi-finales | Demi-finales                 | Demi-finales      | Demi-finales      |                             |                             | Finale | Finale | Finale | Finale |
|  |              |                              |                   |                   |                             |                             |        |        |        |        |
|  |              |                              |                   |                   |                             |                             |        |        |        |        |
|  | 5            | Sheffield Wednesday          | 1                 | 2                 |                             |                             |        |        |        |        |
|  | 5            | Sheffield Wednesday          | 1                 | 2                 |                             |                             |        |        |        |        |
|  | 4            | Brentford FC                 | 0                 | 1                 |                             |                             |        |        |        |        |
|  | 4            | Brentford FC                 | 0                 | 1                 | Sheffield Wednesday (a. p.) | Sheffield Wednesday (a. p.) | 4      | 4      |        |        |
|  |              |                              |                   |                   | Sheffield Wednesday (a. p.) | Sheffield Wednesday (a. p.) | 4      | 4      |        |        |
|  |              |                              | Hartlepool United | Hartlepool United | 2                           | 2                           |        |        |        |        |
|  | 6            | Hartlepool United (t. a. b.) | Hartlepool United | Hartlepool United | 2                           | 2                           | 2      | 0 (6)  |        |        |
|  | 6            | Hartlepool United (t. a. b.) |                   |                   |                             |                             |        | 0 (6)  |        |        |
|  | 3            | Tranmere Rovers              | 0                 | 2 (5)             |                             |                             |        |        |        |        |
|  | 3            | Tranmere Rovers              | 0                 | 2 (5)             |                             |                             |        |        |        |        |